# 泉野町
泉野町（いずみのまち）は、石川県金沢市の町名。現行行政地名は泉野町1丁目から6丁目。全域で住居表示実施済み。郵便番号は921-8034。旧加賀国石川郡富樫郷泉野村、同郡野村字泉野。

## 概要
泉野町は、野町、弥生、寺町、若草町、緑が丘、泉野出町、泉が丘に囲まれている。

## 沿革
- 安土桃山時代 - 加賀国石川郡富樫郷泉野村が存在。
- 江戸期 - 米丸組所属。加賀藩領。
- 1871年8月29日（明治4年7月14日） - 廃藩置県により金沢県の管轄となる。
- 1872年3月10日（明治5年2月2日） - 金沢県が改称して石川県となる。
- 1889年（明治22年）4月1日 - 町村制施行により、野村発足。同村の字泉野となる。
- 1924年（大正13年）1月1日 - 一部が金沢市に編入される。
- 1925年（大正14年）4月1日 - 野村が金沢市に編入され、同市泉野町となる。
- 1963年（昭和38年）6月1日 - 住居表示実施により、泉野町五丁目・泉野町六丁目の全部と泉野町・泉野町一丁目・泉野町二丁目・泉野町三丁目・泉野町四丁目・十一屋町・桜木七ノ小路・地黄煎町の各一部をもって（新）泉野町1-6丁目が成立[4]。（旧）泉野町・（旧）泉野町一丁目・（旧）泉野町二丁目の各一部が寺町・緑が丘・若草町の一部となる。
- 1967年（昭和42年）9月1日 - 住居表示実施により、（旧）泉野町二丁目・（旧）泉野町三丁目・（旧）泉野町四丁目の全部及び（旧）泉野町の一部が弥生・泉が丘の一部となる。
- 1974年（昭和49年）6月1日 - 住居表示実施により、（旧）泉野町の一部が長坂の一部となる。
- 1976年（昭和51年）12月1日 - 住居表示実施により、（旧）泉野町の残部すべてが泉野出町の一部となる。

## 町域の変遷
| 実施後      | 実施年                   | 実施前                                           |
| ----------- | ------------------------ | ------------------------------------------------ |
| 泉野町1丁目 | 1963年（昭和38年）6月1日 | 泉野町四丁目、泉野町の各一部                     |
| 泉野町2丁目 | 1963年（昭和38年）6月1日 | 桜木七ノ小路、泉野町、十一屋町の各一部           |
| 泉野町3丁目 | 1963年（昭和38年）6月1日 | 泉野町一丁目、泉野町二丁目、泉野町三丁目の各一部 |
| 泉野町4丁目 | 1963年（昭和38年）6月1日 | 地黄煎町、泉野町四丁目、泉野町の各一部           |
| 泉野町5丁目 | 1963年（昭和38年）6月1日 | 泉野町五丁目の全部及び泉野町の一部               |
| 泉野町6丁目 | 1963年（昭和38年）6月1日 | 泉野町六丁目の全部及び地黄煎町、泉野町の各一部   |

## 地名の由来
- 泉野という地名は藩政期以前から存在した。
- 現在、以下の２つの説が有力である。
  - 平安時代に当地を治めていた泉氏から
  - 野田山の麓一帯は湧水地であったことから、泉のある地という意から

## 小・中学校の校区
市立小学校に通う場合は泉野小学校に、市立中学校に通う場合は野田中学校に通う。

## 施設
- 泉野第1児童公園
- 泉野第2児童公園
- 泉野第3児童公園
- 泉野第4児童公園
- 泉野第5児童公園
- 泉野第6児童公園
- 金沢市立泉野図書館
- 金沢南郵便局
- 泉野櫻木神社
- 泉野福祉健康センター

## 交通

### 道路
- 石川県道45号金沢鶴来線（泉が丘通り）
- 城南通り

### バス
- 北鉄バス（北陸鉄道・北鉄金沢バス・北鉄白山バス）　泉野一丁目、泉野三丁目、泉野四丁目、泉野六丁目バス停